# Großer Diamant-Preis
Der Große Diamant-Preis war ein Eintagesrennen im Straßenradsport, dessen Höhepunkte in den 1950er und 1960er Jahren lagen. Er wurde jeweils nur für inländische Fahrer ausgeschrieben. Später wurde das Radrennen als Kriterium ausgetragen.

## Geschichte
Die Geschichte des Radrennens geht bis in das Jahr 1927 zurück. Am 29. August 1929 wurde unter der Regie der Chemnitzer Ortsgruppe der Deutschen Radfahrer-Union der „Diamant-Preis von Chemnitz“ ausgetragen. Die Preise für die Sieger in der A- und B-Klasse wurden vom Diamant-Werk gestiftet, ein in Chemnitz ansässiger Fahrradhersteller. Die Diamant-Werke waren bis 1996 Sponsor des Diamant-Preises. Der zweite Diamant-Preis fand erst sieben Jahre später 1936 statt, er wurde dann aber regelmäßig bis 1939 jeweils als Straßenrennen in Chemnitz veranstaltet.
Ab 1950 wurde das nun als „Großer Diamant-Preis“ genannte Rennen von der Betriebssportgemeinschaft der Diamant-Werke, der BSG Motor Diamant Chemnitz organisiert. Das Straßenrennen entwickelte sich zu einem wichtigen Bestandteil des DDR-Radsportkalenders, an dem sich alle Spitzenfahrer der DDR beteiligten. Die Weltmeister Gustav-Adolf Schur und Bernhard Eckstein sind ebenso in der Siegerliste des Diamant-Preises zu finden wie die DDR-Meister Siegfried Huster, Dieter Mickein, Manfred Radochla und Axel Peschel. 1966 wurde der Große Diamant-Preis gleichzeitig als DDR-Meisterschaft gewertet.
Nach 1970 wurde der Diamant-Preis für 15 Jahre eingestellt. Eine Wiederbelebung fand erst 1986 statt und wurde von da an als Kriterium ausgetragen. In dieser Form hatte der Diamant-Preis Bestand zunächst bis 1990. Nach der politischen Wende von 1989 fiel der Diamant-Preis erneut für zwei Jahre aus, ehe der neu gegründete RSC Diamant Chemnitz von 1993 bis 1996 noch einmal vier Kriterien unter dem traditionsreichen Namen Großer Diamant-Preis ausrichtete. Unter den Siegern befanden sich so bekannte Namen wie Lutz Lehmann und Dirk Müller.
Nachdem sich 1997 die Diamant-Werke als Sponsor zurückgezogen hatten und auch der RSC Diamant auseinanderfiel, fanden sich keine Initiatoren mehr für die Weiterführungen des Diamant-Preises. 2012 griff der Radsportclub Sachsenblitz Burgstädt die Idee des Diamant-Preises erneut auf und veranstaltete unter diesem Namen in Hartmannsdorf bei Chemnitz wieder ein Kriterium.

## Siegerliste
(aufgeführt sind nur die Gewinner der Hauptrennen)
|     |  | Jahr                        | Austragungsort                  | Sieger                            | Klub                              |
| --- |  | --------------------------- | ------------------------------- | --------------------------------- | --------------------------------- |
| 0   |  | 1927                        | Chemnitz                        | Alfred Ebeling                    | RC Zugvogel 1909 Aachen           |
|     |  | 1928                        | Chemnitz                        | Georg Umbenhauer                  | RV Union 1886-Nürnberg            |
| 01. |  | 1929                        | Chemnitz                        | Rudolf Uhlig                      | MIFA Chemnitz                     |
| 02. |  | 1936                        | Chemnitz                        | Kurt Schramm                      | RC Schweinfurt                    |
| 03. |  | 1937                        | Gablenz                         | Herbert Hackebeil                 | Wanderer Chemnitz                 |
| 04. |  | 1938                        | Chemnitz                        | Ernst Schmidt                     | Diamant Chemnitz                  |
|     |  | 1939–1949 nicht ausgetragen |                                 |                                   |                                   |
| 05. |  | 1950                        | Chemnitz                        | Helmut Lohse                      | BSG Motor Diamant Chemnitz        |
| 06. |  | 1951                        | Chemnitz                        | Werner Fritzsche                  | BSG Motor Siegmar                 |
| 07. |  | 1952                        | Chemnitz                        | Benno Funda                       | BSG Motor Wildau                  |
| 08. |  | 1953                        | Karl-Marx-Stadt                 | Werner Marschner                  | BSG Motor Diamant Karl-Marx-Stadt |
| 09. |  | 1954                        | Karl-Marx-Stadt                 | Gustav-Adolf Schur                | BSG Aufbau Börde Magdeburg        |
| 10. |  | 1955                        | Karl-Marx-Stadt                 | Rolf Töpfer                       | SC Rotation Leipzig               |
| 11. |  | 1956                        | Karl-Marx-Stadt                 | Gustav-Adolf Schur                | SC DHfK Leipzig                   |
| 12. |  | 1957                        | Karl-Marx-Stadt                 | Johannes Schober                  | SC Wismut Karl-Marx-Stadt         |
| 13. |  | 1958                        | Karl-Marx-Stadt                 | Helmut Stolper                    | SC Wismut Karl-Marx-Stadt         |
| 14. |  | 1959                        | Karl-Marx-Stadt                 | Rolf Marquardt                    | BSG Lok Bautzen                   |
| 15. |  | 1960                        | Karl-Marx-Stadt                 | Bernhard Eckstein                 | SC DHfK Leipzig                   |
| 16. |  | 1961                        | Karl-Marx-Stadt                 | Gustav Adolf Schur                | SC DHfK Leipzig                   |
| 17. |  | 1962                        | Karl-Marx-Stadt                 | Manfred Weißleder                 | SC Wismut Karl-Marx-Stadt         |
|     |  | 1963                        | ausgefallen                     | ausgefallen                       | ausgefallen                       |
| 18. |  | 1964                        | Karl-Marx-Stadt                 | Siegfried Huster                  | SC Karl-Marx-Stadt                |
| 19. |  | 1965                        | Sachsenring                     | Dieter Mickein                    | SC DHfK Leipzig                   |
| 20. |  | 1966                        | Sachsenring (DDR-Meisterschaft) | Siegfried Huster Hannelore Mattig | SC Karl-Marx-Stadt / TSC Berlin   |
| 21. |  | 1967                        | Sachsenring                     | Axel Peschel                      | SC Dynamo Berlin                  |
| 22. |  | 1969                        | Sachsenring                     | Dieter Mickein                    | SC DHfK Leipzig                   |
| 23. |  | 1970                        | Sachsenring                     | Manfred Radochla                  | SC DHfK Leipzig                   |
|     |  | 1971–1985 nicht ausgetragen |                                 |                                   |                                   |
| 24. |  | 1986                        |                                 | Klaus Kohnert                     | BSG Aktivist Nachterstedt         |
| 25. |  | 1987                        |                                 | Angela Kindling                   | BSG Turbine Erfurt                |
| 26. |  | 1989                        |                                 | Wolfgang Lötzsch                  | BSG Motor Ascota Karl-Marx-Stadt  |
| 27. |  | 1990                        |                                 | Kai Forbrig                       | SC Karl-Marx-Stadt                |
| 28. |  | 1993                        |                                 | Hagen Bernutz                     | Chemnitz                          |
| 29. |  | 1994                        |                                 | Lutz Lehmann                      | RSG Frankfurt                     |
| 30. |  | 1995                        |                                 | Jürgen Werner                     | Team Telekom                      |
| 31. |  | 1996                        |                                 | Dirk Müller                       | RRV Hameln                        |
|     |  | 1997–2011 nicht ausgetragen |                                 |                                   |                                   |
| 32. |  | 2012                        | Hartmannsdorf                   | Philipp Rechenbach                | Dresdner SC                       |
| 33. |  | 2013                        | Hartmannsdorf                   | Christian Kux                     | Team Collos                       |
| 34. |  | 2014                        | Hartmannsdorf                   | Eric Baumann                      | Team Ur-Krostitzer Giant          |
| 35. |  | 2015                        | Hartmannsdorf                   | Erik Mohs                         | Team Ur-Krostitzer Giant          |
|     |  | 2016–2022 nicht ausgetragen |                                 |                                   |                                   |
| 36. |  | 2023                        | Hartmannsdorf                   | Sebastian Vogel                   | Berthold RadTeam                  |